# 景佐
景佐（1455年—？），字良弼，山西平陽府蒲州人，軍籍，明朝政治人物。

## 生平
山西鄉試第十一名舉人。弘治三年（1490年）中式庚戌科會試第四十七名，三甲第一百六十五名進士。弘治五年（1492年）任順天府東安縣知縣。累官參政，正德十二年（1517年）考察，以年老致仕。

## 家族
曾祖景敏淑；祖父景聚；父景章，義官。母馮氏。具庆下。兄傑、侃、信。